# Алатау (театр)
Театр традиционного искусства «Алатау» (каз. «Алатау» дәстүрлі өнер театры) — киноконцертный комплекс в южной столице Казахстана Алма-Ате, первый крупный культурный объект в Алатауском районе города.

## История
Строительство концертного комплекса началось в 2014 году в рамках подготовки к 28-й зимней Универсиаде рядом с Деревней Универсиады и Алматы Ареной. Многофункциональное здание Театра, является первым новым возведенным объектом культуры, построенным в мегаполисе за последние 35 лет.
20 августа 2016 года в рамках празднования 1000-летия Алма-Аты состоялось открытие театра. В рамках мероприятия состоялся концерт с участием лучших представителей традиционного музыкального искусства в присутствии акима Алма-Аты Бауыржана Байбека, также была открыта выставка национальных инструментов из коллекции Музея народных инструментов им. Ыкыласа.
Основным направлением деятельности театра является популяризация народного казахского творчества. Для этих целей предоставляются преференции для проведения концертов жыршы и жырау, создан курс по сохранению национальных традиций песенного мастерства.
В театре проводятся премьеры казахстанских художественных и документальных кинофильмов, концерты национальной музыки.

## Расположение
Театр «Алатау» находится у пересечения улиц Бауыржана Момышулы и Универсиадной в микрорайоне Нуркент Алатауского района Алма-Аты.

## Состав комплекса
Театр «Алатау» включает в себя киноконцертный зал на 724 посадочных места, а также 2-зальный 3D кинотеатр вместимостью двух залов на 98 и 154 посадочных места.